# Transubstanciación
{{{annotations}}}

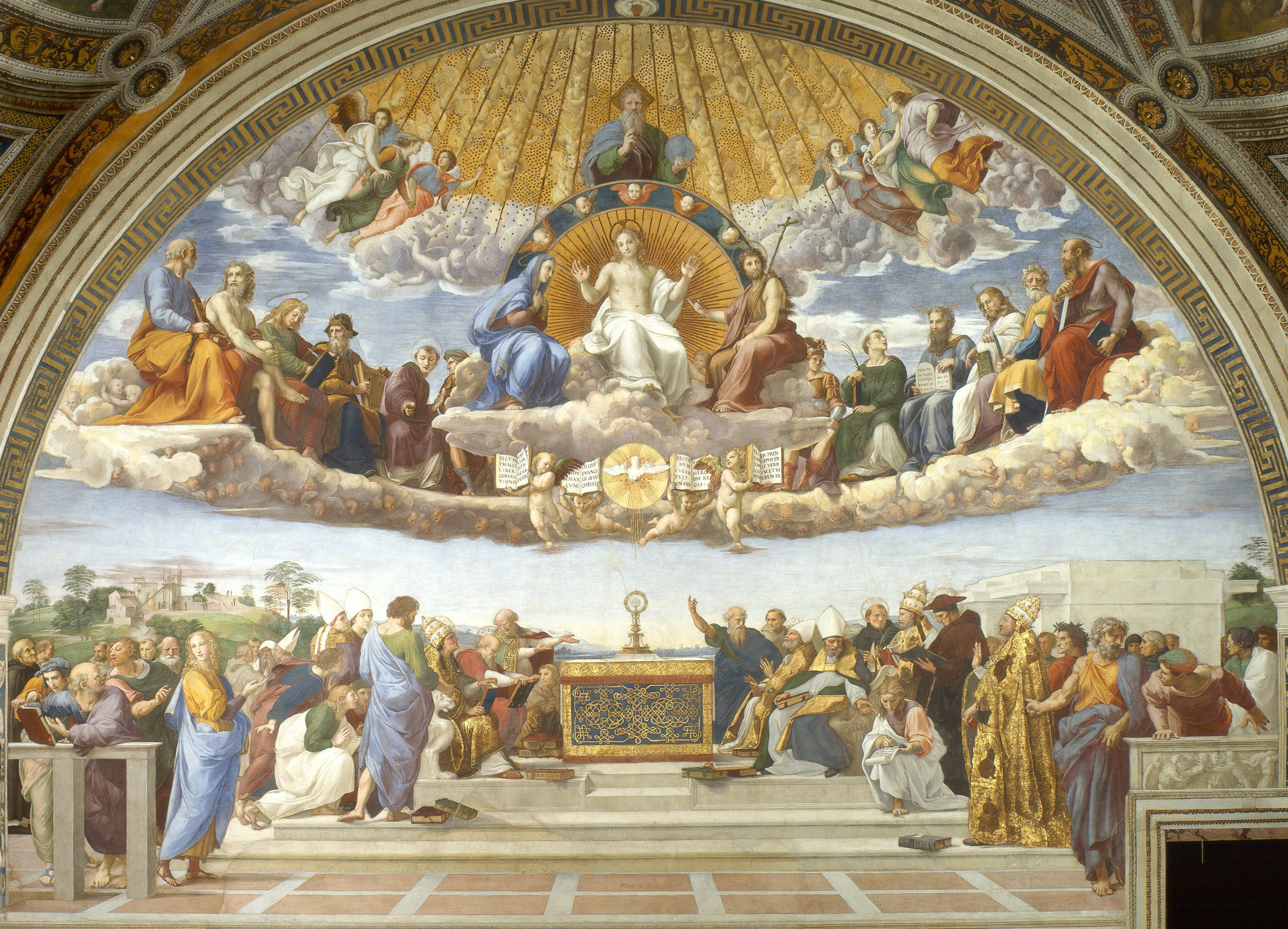
La disputa del Sacramento, por Rafael Sanzio, Ciudad del Vaticano, Estancias de Rafael.

La transubstanciación o transustanciación es, según las enseñanzas de la Iglesia católica, la conversión de toda la sustancia del pan en la sustancia del Cuerpo de Cristo, y de toda la sustancia del vino en la sustancia de su Sangre. Esta conversión se opera en la plegaria eucarística con la consagración, mediante la eficacia de la palabra de Cristo y de la acción del Espíritu Santo. Sin embargo, permanecen inalteradas las características sensibles del pan y del vino, esto es las «especies eucarísticas». Significando «especie» para estos efectos, los "accidentes" del pan y del vino: color, gusto, cantidad, etcétera.
La transubstanciación se basa en el sentido literal e inmediato de las palabras de Cristo en la última cena: «Esto es mi cuerpo... y mi sangre» (Mt 26:26-29, Mc 14:22-26 y Lc 22:14-23). Si bien en el Evangelio de Juan no se hace mención a la instauración de la Eucaristía, Jesús hace mención a dar de comer su carne como alimento de vida eterna (Jn 6:51-58). La doctrina se definió dogmáticamente en el Concilio de Trento, aunque en el IV Concilio de Letrán se usó el término para designar el cambio del pan en el cuerpo de Cristo; la doctrina en sí ya figuraba desde el siglo IV, puesto que Cirilo de Jerusalén ya lo había redactado en el catecismo a los catecúmenos. 
Los cristianos de la Iglesia ortodoxa aceptan también esta doctrina. Por su parte, Lutero aceptó como propia la doctrina de la consubstanciación, seguida por las iglesias que derivan de su reforma.
Las Iglesias de la Comunión Anglicana aceptan la presencia real de Jesús en los elementos consagrados, sin entrar a discutir la manera en cómo ocurre este misterio, simplemente basadas en las palabras de Jesús: «este es mi Cuerpo», «esta es mi Sangre». 
Las demás denominaciones protestantes la rechazan argumentando que, para obtener la vida eterna, no es necesaria otra cosa que una fe verdadera en Jesús; lo que eliminaría la necesidad de cualquier sacramento.

## Doctrina de la transubstanciación
La doctrina católica de la transubstanciación halla su base en la narración bíblica de la última cena y en la interpretación literal que de ella se hace. Se basa en las palabras de Cristo:

"Tomad y comed, esto es mi cuerpo. " ... "Tomad y bebed, esto es mi sangre"
Mateo 26, 26-29; Marcos 14, 22-25; Lucas 22, 14-20

Interpretadas de manera enfática, sin simbolismos. De hecho, el texto original del Evangelio según San Juan utiliza las palabras griegas "fagon" que en español significa literalmente "comer". Según la exégesis católica, los primeros cristianos interpretaron de este modo la celebración de la cena del Señor, pronto conocida como Eucaristía, y citan en su apoyo las palabras de san Pablo: 

Yo he recibido del Señor lo que a mi vez les he transmitido. El Señor Jesús, la noche en que fue entregado, tomó pan y, después de dar gracias, lo partió diciendo: ‘Esto es mi cuerpo, que es entregado por ustedes. Hagan esto en memoria mía’. De igual manera, tomando la copa, después de haber cenado, dijo: ‘Esta copa es la Nueva Alianza en mi sangre. Todas las veces que la beban háganlo en memoria mía’
1 Cor. 11, 23-25.

Y el texto del evangelio de Juan: 

“Mi carne es verdadera comida y mi sangre verdadera bebida” .
Jn. 6, 55.

Entre los llamados Padres de la Iglesia (que para el catolicismo son tanto autoridad como testigos de la tradición) san Ignacio de Antioquía menciona a la Eucaristía como "la carne de nuestro Señor Jesucristo", san Justino quien dice refiriéndose al mismo tema: "es la carne y la sangre de aquel Jesús que se encarnó" e incluso menciona su similitud con los misterios mitraicos, san Ireneo de Lyon puntualiza: "...Porque así como el pan que es de la tierra, recibiendo la invocación de Dios ya no es pan ordinario sino Eucaristía...", san Hipólito de Roma: "Cada fiel procure tomar la Eucaristía... Es el cuerpo de Cristo, del cual todos los fieles se alimentan, y no debe de ser despreciado…” y del mismo modo Orígenes, san Cipriano de Cartago y Firmiliano por citar a autores de los tres primeros siglos.
En el siglo IV san Agustín predica: 

"Lo que veis, queridos hermanos, en la mesa del Señor es pan y vino, pero este pan y este vino, al añadírseles la palabra, se convierten en cuerpo y sangre de Cristo. Si quitas la palabra, es pan y vino; añades la palabra, y ya son otra cosa. Y esta otra cosa es el cuerpo y la sangre de Cristo. Quita la palabra, y es pan y vino; añade la palabra, y se hace sacramento. A todo esto decís: ¡Amén! Decir amén es suscribirlo. Amén significa que es verdadero".
Sermón 6,3

Se sabe, no obstante, que otras tradiciones cristianas como los docetas, negaban esta presencia. Del mismo modo ciertos textos de Tertuliano parecen defender la idea de una presencia simbólica antes que real: "Cristo, habiendo tomado el pan y habiéndolo distribuido a sus discípulos, lo hizo su cuerpo, al decir: Este es mi cuerpo, a saber, la figura de mi cuerpo", si bien el texto puede tener otras interpretaciones.
Según los católicos, tanto la enseñanza de la iglesia y la práctica litúrgica (incluidas la de las iglesias orientales), testimonian la creencia en la presencia real de Cristo en el pan y el vino consagrados. Admiten, sin embargo, que el término transubstanciación no era empleado y que el dogma no estaba taxativamente definido.
Esto no sucedió hasta el siglo IX, cuando en algunos monasterios se debate sobre la presencia de Cristo en las especies consagradas.
El primer escrito en defensa de la transubstanciación se debe al monje benedictino y abad de la Abadía de Corbie, Pascasio Radberto en su De Corpore et Sanguine Domini del año 831 quien escribe que "en la sagrada eucaristía el pan se convierte en el cuerpo real de Cristo, en el mismo cuerpo nacido de María y crucificado." Como tal, el término transubstanciación parece haber sido utilizado por primera vez por un discípulo de Berengario, Hildeberto de Lavardin alrededor del 1097.
La Transubstanciación fue declarada como doctrina sobre todo contra las sectas espiritualistas nacidas de la Iglesia católica en el siglo XII, como los albigenses, cátaros o petrobrusianos, quienes atacaban la jerarquía eclesial, con ello el poder del presbítero de consagrar y por último la presencia real de Cristo en la eucaristía. 
El IV Concilio de Letrán en 1215 habló del pan y el vino como "transubstanciados" en el cuerpo y la sangre de Cristo: "Su cuerpo y sangre están verdaderamente contenidos en el sacramento del altar bajo las formas de pan y vino, habiendo sido transubstanciados el pan y el vino, por el poder de Dios, en su cuerpo y su sangre."
La doctrina fue reafirmada por el Concilio de Trento a mediados del siglo XVI, esta vez contra los reformadores afirmando que: "por la consagración del pan y del vino se opera la conversión de toda la substancia del pan en la substancia del Cuerpo de Cristo y de toda la substancia del vino en la substancia de su Sangre; la Iglesia católica ha llamado justa y apropiadamente a este cambio transubstanciación."
En efecto, durante la Reforma, la creencia en la presencia real de Cristo en las especies de pan y vino fue negada por diversos grupos cristianos de manera directa o indirecta, como Wyclif, Juan Calvino, Zwinglio, y en cierto aspecto Lutero. Este último elaboró la doctrina de la Consubstanciación como opuesta a la Transubstanciación, que aunque no negaba la presencia real, hacía permanecer la substancia del pan y el vino junto con la substancia del cuerpo y sangre de Cristo.
Para explicar y entender la doctrina de la Transubstanciación se emplean dos términos filosóficos aristotélicos: sustancia y accidentes. Sustancia es aquello que hace que una cosa sea lo que es. Accidente corresponde a las propiedades no esenciales de una cosa y que son perceptibles por los sentidos.
Los partidarios de la Transubstanciación creen que la sustancia del pan cambia, por un milagro y por las palabras de la consagración que pronuncia el sacerdote, y se convierte en la sustancia del cuerpo de Cristo, el pan ya no tiene lo que lo hacía pan, ahora es el cuerpo de Cristo. De igual manera pasa con el vino, pero permaneciendo los accidentes del pan y el vino como su olor, textura, sabor y otros elementos perceptibles. Como la substancia es la de Cristo, cualquier pedazo minúsculo contiene a Cristo todo entero, igualmente cualquier gota del vino. De este modo comiendo sólo el pan o bebiendo sólo el vino se come o bebe el cuerpo entero de Cristo.
El Catecismo de la Iglesia católica afirma al respecto: 

"La presencia del verdadero Cuerpo de Cristo y de la verdadera Sangre de Cristo en este sacramento, `no se conoce por los sentidos, dice S. Tomás, sino sólo por la fe , la cual se apoya en la autoridad de Dios'. Por ello, comentando el texto de S. Lucas 22,19: `Esto es mi Cuerpo que será entregado por vosotros', S. Cirilo declara: `No te preguntes si esto es verdad, sino acoge más bien con fe las palabras del Señor, porque él, que es la Verdad, no miente"
 S. Tomás de Aquino, s.th. 3,75,1, citado por Pablo VI, MF 18